# Odile Chalvin
Odile Chalvin (2 ottobre 1953) è un'ex sciatrice alpina francese.

## Biografia
Specialista delle prove tecniche originaria di Le Bourg-d'Oisans, Odile Chalvin ottenne il primo piazzamento a punti in Coppa del Mondo il 29 gennaio 1971 a Saint-Gervais-les-Bains in slalom speciale (9ª); in Coppa Europa nella stagione 1971-1972 fu 2ª nella classifica della medesima specialità. Conquistò il suo unico podio in Coppa del Mondo il 9 dicembre 1972 a Val-d'Isère in slalom speciale (2ª dietro a Pamela Behr) e in Coppa Europa nella stagione 1973-1974 fu 3ª sia nella classifica di slalom gigante, sia in quella di slalom speciale. L'ultimo piazzamento della sua attività agonistica internazionale fu il 4º posto ottenuto nello slalom speciale di Coppa del Mondo disputato il 4 gennaio 1975 a Garmisch-Partenkirchen; non prese parte a rassegne olimpiche e non ottenne piazzamenti ai Campionati mondiali.

## Palmarès

### Coppa del Mondo
- Miglior piazzamento in classifica generale: 27ª nel 1973 e nel 1975
- 1 podio:
  - 1 secondo posto

### Campionati francesi
- 2 ori (slalom gigante, combinata nel 1974)[senza fonte]